# Форари
Форари (англ. Forari) — деревня в республике Вануату, расположенной в юго-западной части Тихого океана. Деревня Форари расположена на юго-востоке острова Эфате в провинции Шефа.

## Описание
Деревня Форари расположена на восточной оконечности острова Эфате на берегу бухты Форари. Деревня находится на востоке от столицы Вануату города Порт-Вила южнее деревни Панг-панг. Через Форари протекает река Форари-сриам и проходит дорога Ринг роад.
На территории деревни находится марганцевый рудник, который был открыт французами в 1962 году. В 1971 году сообщалось, что из-за добычи марганца на руднике, на территории Форари величиной в 25 км2 выпали осадки содержавшие большую концентрацию оксидов марганца. В 1979 году рудник был закрыт.
Причал построенный в Форари для транспортировки марганца является и сейчас одним из трех наиболее используемых в Вануату. Размер гавани составляет 500 футов в длину.